# Гологуша котинга
Гологушата котинга (Procnias nudicollis) е вид птица от семейство Cotingidae. Видът е световно застрашен, със статут Уязвим.

## Разпространение и местообитание
Разпространен е в Аржентина, Бразилия и Парагвай.